# Грешка еволуције
„Грешка еволуције” је југословенски ТВ филм из 1968. године. Режирао га је Александар Ђорђевић а сценарио је написао Гордан Михић.

## Улоге
| Глумац          | Улога |
| --------------- | ----- |
| Миа Адамовић    |       |
| Петар Банићевић |       |
| Драгица Лукић   |       |
| Славица Мараш   |       |
| Мида Стевановић |       |
| Марко Тодоровић |       |